# انور اورن
انور اورن (به انگلیسی: Enver Oren) (زاده ۱۰ فوریه ۱۹۳۹ - درگذشته ۲۲ فوریه ۲۰۱۳) کارآفرین و مدیر ارشد اجرایی ترکیه‌ای بود، که در سال ۱۹۹۳ شرکت ایهلاس هولدینگ را تأسیس نمود.